# Borsa di Giacarta
La Borsa di Giacarta (sigla: JSX) o in indonesiano Bursa Efek Jakarta (BEJ) era una borsa di scambio di Giacarta, Indonesia nata nel 1912, prima di fondersi con la Borsa di Surabaya per formare la Borsa dell'Indonesia nel settembre 2007.